# Нёхлинг
Нёхлинг (нем. Nöchling) — ярмарочная коммуна (нем. Marktgemeinde) в Австрии, в федеральной земле Нижняя Австрия. 
Входит в состав округа Мельк.  Население составляет 1001 человек (на 31 декабря 2005 года). Занимает площадь 19,59 км². Официальный код  —  31528.

## Политическая ситуация
Бургомистр коммуны — Йоханнес Айгнер (АНП) по результатам выборов 2005 года.
Совет представителей коммуны (нем. Gemeinderat) состоит из 19 мест.
- АНП занимает 11 мест.
- СДПА занимает 8 мест.